# Igreja Presbiteriana Internacional
A Igreja Presbiteriana Internacional (em Inglês: International Presbyterian Church) é uma denominação reformada presbiteriana , confessional, conservadora e evangélica no Reino Unido, Grécia, Ucrânia, Romênia, Chéquia, Bélgica, Moldávia, Noruega, Finlândia, Azerbaijão, França, Polônia e Coreia do Sul, fundada por missionários da Igreja Presbiteriana Reformada - Sínodo Evangélico (que posteriormente uniu-se a atual Igreja Presbiteriana na América).

## História

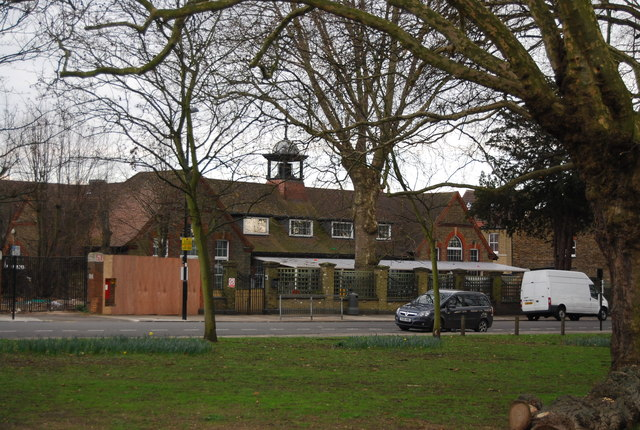
Igreja Presbiteriana Internacional em Londres.

Em 1948 Francis Schaeffer e sua esposa mudaram-se para a Suíça como missionário da Igreja Presbiteriana Reformada - Sínodo Evangélico (que posteriormente uniu-se a atual Igreja Presbiteriana na América). Em seguida fundaram o L'Abri (em português O Abrigo) que é um centro de estudos internacional e comunitário. Devido ao número crescente de pessoas que se converteram por meio dos estudos foi formada a Igreja Presbiteriana Internacional para reunir novos crentes. 
Na década de 1960 o casal mudo-se para a Inglaterra, onde fundaram outras congregações. A primeira congregação britânica da denominação foi formada em Ealing em 1969.
Outras congregações foram fundadas pelos missionário entre as pessoas de língua coreana, incluindo a atual Igreja Coreana Londres.

## Atualidade
Atualmente os missionários da igreja trabalham em Timisoara e Tirgiu Jui na Romênia, Verona e Vicenza na Itália, Ghent na Bélgica e Baku no Azerbaijão.
Em 2012 alguns dos grupos evangélicos dissidentes da Igreja da Escócia em Inverness uniram a denominação.

## Organização
A igreja adota o sistema de governo presbiteriano. É formada por um sínodo, que consiste em: um presbitério britânico de língua inglesa; um presbitério de língua coreana no Reino Unido, Grécia e Ucrânia; um proto-presbitério europeu na Bélgica, Romênia, Chéquia, Moldávia, Azerbaijão, Finlândia, França, Polônia e Noruega e um presbitério na Coreia do Sul, totalizando 49 congregações.

## Relações Inter-Eclesiásticas
A igreja tem relações missionais com a Igreja Presbiteriana do Brasil por meio da Agência Presbiteriana de Missões Transculturais.
Em 2022, a denominação iniciou tratativas de estabelecer uma relação oficial com a Igreja Presbiteriana Ortodoxa.

## Doutrina
A igreja subscreve a Confissão de Fé de Westminster, os Três Padrões da Unidade (Catecismo de Heidelberg, Confissão Belga e Catecismo de Heidelberg), e as Cinco Solas (Sola fide, Sola scriptura, Solus Christus, Sola gratia e Soli Deo gloria..